# DeLillos
deLillos ist eine norwegische Rockband, die 1984 in Oslo gegründet wurde. Die Band gilt seit den 80er Jahren als eine der wichtigsten Gruppen in der norwegischen Musikszene.

## Geschichte
Zusammen mit den Raga Rockers, DumDum Boys und Jokke & Valentinerne werden deLillos als eine der vier großen des norwegischen Rocks bezeichnet. deLillos wurden vor allem durch die Texte und die charakteristische Stimme des Frontmanns Lars Lillo-Stenberg geprägt. Die ausschließlich norwegischen Texte sind in einem naiven Stil gehalten, was besonders in wichtigen Songs wie «Min beibi dro avsted» («Mein Schatz hat sich davon gemacht») und «Tøff i pyjamas» («Tough im Schlafanzug»), beide vom Debütalbum Suser avgårde, zu erkennen ist.
Für das Album Neste sommer bekam die Gruppe 1993 den Spellemannprisen in der Rubrik „Rock“. 1995 gewannen sie den Preis als "Beste Gruppe" für das Album Sent og tidlig. Außerdem waren sie mehrfach in den Kategorien "Rock" und "Popgruppe" nominiert.
Das Lied Hjernen er alene ist Teil des Soundtracks der norwegischen Jugendserie Skam (3. Staffel, Folge 9).

## Diskografie

### Alben
| Jahr | Titel                                    | Höchstplatzierung, Gesamtwochen, AuszeichnungChartsChartplatzierungen (Jahr, Titel, Platzierungen, Wochen, Auszeichnungen, Anmerkungen) | Anmerkungen        |
| Jahr | Titel                                    | NO | Anmerkungen        |
| ---- | ---------------------------------------- | --- | ------------------ |
| 1987 | Suser avgårde                            | NO8 (9 Wo.)NO |                    |
| 1987 | Før var det morsomt med sne              | NO12 (4 Wo.)NO |                    |
| 1989 | Hjernen er alene                         | NO4 (7 Wo.)NO |                    |
| 1990 | Svett smil                               | NO9 (4 Wo.)NO |                    |
| 1991 | Varme mennesker                          | NO11 (3 Wo.)NO |                    |
| 1993 | Neste sommer                             | NO1 (20 Wo.)NO |                    |
| 1994 | Mere                                     | NO8 (4 Wo.)NO |                    |
| 1995 | Sent og tidlig                           | NO3 (16 Wo.)NO |                    |
| 1997 | Stakkars                                 | NO3 (8 Wo.)NO |                    |
| 1997 | Gamle sanger om igjen                    | NO7 (19 Wo.)NO |                    |
| 1999 | Kast alle papirene                       | NO14 (7 Wo.)NO |                    |
| 2002 | Midt i begynnelsen                       | NO2 (5 Wo.)NO |                    |
| 2005 | Festen er ikke over … det er kake igjen! | NO1 (24 Wo.)NO |                    |
| 2006 | Suser videre                             | NO8 (6 Wo.)NO |                    |
| 2009 | Huskeglemme                              | NO3 (13 Wo.)NO |                    |
| 2010 | Hjernen er alene i operaen               | NO27 (3 Wo.)NO |                    |
| 2011 | Trist å være glad                        | NO5 (6 Wo.)NO |                    |
| 2012 | Vi er på vei, vi kanke snu               | NO20 (3 Wo.)NO |                    |
| 2014 | Rett og slett livet                      | NO1 (2 Wo.)NO |                    |
| 2017 | La oss bli fri for all nostalgi          | NO34 (1 Wo.)NO |                    |
| 2020 | Dum som et menneske                      | NO9 (1 Wo.)NO | limitierte Ausgabe |
| 2022 | Evige dager                              | NO3 (1 Wo.)NO |                    |

### Singles
| Jahr | Titel Album                                 | Höchstplatzierung, Gesamtwochen, AuszeichnungChartsChartplatzierungen (Jahr, Titel, Album, Platzierungen, Wochen, Auszeichnungen, Anmerkungen) | Anmerkungen                   |
| Jahr | Titel Album                                 | NO | Anmerkungen                   |
| ---- | ------------------------------------------- | --- | ----------------------------- |
| 1986 | Tøff i pyjamas Suser avgårde                | NO18 (1 Wo.)NO | Charteinstieg in NO erst 2008 |
| 1987 | S’il vous plaît Før var det morsomt med sne | NO10 (1 Wo.)NO |                               |
| 1995 | Smak av honning Sent og tidlig              | NO12 (4 Wo.)NO |                               |
| 1996 | 1000 smil –                                 | NO8 (4 Wo.)NO |                               |
| 1998 | Det var Stones –                            | NO10 (3 Wo.)NO |                               |
| 1999 | Nå vil vi til Sverige Kast alle papirene    | NO13 (3 Wo.)NO |                               |
| 2004 | Ikke gå –                                   | NO13 (4 Wo.)NO |                               |
| 2009 | Flink Huskeglemme                           | NO12 (4 Wo.)NO |                               |
| 2016 | Peiling på seiling                          | NO5 (1 Wo.)NO |                               |